# Rogério Minotouro
Antônio Rogério Correia Nogueira, também conhecido como Minotouro (Vitória da Conquista, 2 de junho de 1976) é um ex-lutador brasileiro de artes marciais mistas. Competiu em eventos como Pride e UFC, acumulando 23 vitórias em seu cartel profissional. Também teve passagem no boxe olímpico, com participação nos Jogos Pan-Americanos de 2007, no Rio de Janeiro. É irmão gêmeo de Antônio Rodrigo Nogueira, o Minotauro.

## Carreira no boxe
Minotouro competiu no boxe olímpico quando já era um nome conhecido no MMA profissional. Foi campeão nos Jogos Sul-Americanos de 2006, na Argentina. Competiu nos Jogos Pan-americanos de 2007, no Rio de Janeiro, na categoria super-pesado. Rogério venceu as lutas contra Enoch Romeo de Trinidad e Tobago por 17 a 2, Jonny Molina da Venezuela por 18 a 6, e acabou perdendo na semifinal para o cubano Robert Alfonso por 4 a 0, ficando com a medalha de bronze, já que no boxe olímpico não há disputa de 3º lugar.
Minotouro chegou a pensar em buscar uma vaga nos Jogos Olímpicos de 2008, em Pequim, na China, mas preferiu continuar no MMA.

## Carreira no MMA
Antes de se tornar uma grande estrela no Pride, Rogério competiu nos eventos DEEP e HOOKnSHOOT e ganhou um registro de 2-0, após esses combates, Nogueira começou a treinar com a mesma equipe que seu irmão, Brazilian Top Team. Nogueira iria fazer a sua estreia Pride Fighting Championships em 28 de abril de 2002 no Pride 20 contra o pro-wrestling japonês e lutador de MMA Yusuke Imamura, Minotouro venceu a luta no primeiro round com uma guilhotina em apenas 35 segundos.
Nogueira perdeu a sua primeira luta para Vladimir Matyushenko por decisão, mas que se recuperou com uma vitória sobre Tsuyoshi Kohsaka em seguida.
No Pride 24, Rogério Nogueira lutou contra Guy Mezger. Ambos os atletas buscaram a luta no solo, pois ambos pareciam um pouco hesitante em ficar de pé. A luta acabou indo para a decisão dos juízes e Nogueira ganhou por decisão da maioria. Rogério lutou no Pride 25 contra Kazuhiro Nakamura, que fazia sua estreia no MMA profissional. Minotouro venceu o combate com um armlock no segundo round.
Em sua próxima luta no Pride, Nogueira foi colocado frente ao lendário lutador e favorito do público Kazushi Sakuraba no evento principal do Pride Shockwave 2003. Rogério utilizou seu jogo de chão e também seu melhor em pé e no clinch. Nogueira derrotou o lutador japonês por decisão unânime.
Nogueira venceria Alex Stiebling na Coreia, antes de retornar ao Japão para revanche contra [Kazuhiro] Nakamura no evento principal do Pride Bushido 4. Rogério venceu novamente, só que dessa vez por decisão dividida. Nogueira teve uma vitória por decisão unânime no Pride 29 contra Alistair Overeem. Nesta luta, Overeem escapou de muitas tentativas de finalização de Nogueira, o lutador holandês parecia cansado no final da luta e Nogueira se aproveitou para levá-lo ao solo no terceiro round, garantindo a vitória por decisão unânime.
Em 2005, Nogueira participou do Grand Prix dos Médios do Pride, estreando contra Dan Henderson na rodada de abertura. Henderson havia lutado contra o irmão gêmeo de Rogério, Antônio Rodrigo "Minotauro" Nogueira em dezembro de 2002, e foi finalizado por uma chave de braço. Henderson teria a mesma sorte contra Rogério no final do primeiro assalto, sendo finalizado também com uma chave de braço. Nogueira avançou para as quartas-de-finais contra o lutador da Chute Boxe, Maurício "Shogun" Rua. Numa luta muito movimentada, Rua ganhou por decisão e, eventualmente, viria a ganhar o torneio.
Depois dessa luta Nogueira levou algum tempo para curar algumas contusões antigas, e só voltou a lutar em julho de 2006, onde ele lutou novamente contra Overeem e venceu dessa vez por nocaute técnico no segundo assalto, quando o corner de Overeem jogou a toalha após Nogueira castigar o oponente com vários golpes.
Pela segunda vez na sua carreira, Nogueira lutou nos Estados Unidos no Pride 33 contra o relativamente desconhecido Rameau Thierry Sokoudjou. No entanto, o lutador camaronês obteve uma surpreendente vitória ao nocautear Minotouro no primeiro assalto, no que é considerada uma das maiores surpresas de todo o MMA. O PRIDE fechou suas portas logo depois disso, e Nogueira derrotou Todd Gouwenberg no evento HCF antes de assinar um contrato para competir com o Affliction. Em seguida, Rogério lutou contra Edwin Dewees, nocauteando-o no primeiro assalto no Affliction: Banned. Depois dessa luta, Minotouro lutou no Sengoku e derrotou Moise Rimbon. Posteriormente, foi dada a chance para Nogueira de devolver sua primeira derrota na carreira contra Vladimir Matyushenko no Affliction: Day of Reckoning e de fato conseguiu, nocauteando Matyushenko no final do segundo assalto. Após este combate, Minotouro lutou pela primeira vez no Brasil, no Jungle Fight 13, Ceará, onde venceu por finalização Dion Staring no terceiro assalto.
Após Affliction falir em 2009, Antônio Rogério Nogueira assinou um contrato com o Ultimate Fighting Championship.

### Ultimate Fighting Championship
Em 28 de agosto de 2009 Rogério Minotouro fez sua estreia no UFC 106 contra Luiz Cané. Com um cruzado de esquerda, Nogueira  derrotou o adversário e com socos no chão assegurou uma vitória por nocaute técnico aos 1:56 do primeiro assalto.
No UFC 109, Nogueira foi escalado para enfrentar Brandon Vera. No entanto, Nogueira foi forçado a não lutar após sofrer uma fratura no tornozelo sofrido durante o treinamento.
Sua próxima luta estava programada para ser contra o ex-campeão meio-pesado Forrest Griffin no UFC 114, todavia, Griffin não pôde lutar devido a uma lesão no ombro. Minotouro lutou contra Jason Brilz. Numa luta muito equilibrada, o brasileiro venceu por decisão dividida.
Minotouro enfrentou o até então invicto vencedor do TUF 8, Ryan Bader no dia 25 setembro de 2010, no UFC 119. O brasileiro perdeu a luta por decisão unânime.
Após as derrotas para Phil Davis e Ryan Bader, Rogério iria lutar com o americano Rich Franklin no UFC 133. Contudo, a luta foi cancelada devido uma lesão no ombro de Minotouro. Sua luta foi remarcada contra Tito Ortiz no dia 10 de dezembro no UFC 140, na qual Mintouro saiu vencedor por nocaute técnico.
Nogueira enfrentaria Alexander Gustafsson em 14 de abril de 2012, no UFC on Fuel TV: Nogueira vs. Gustafsson, mas devido a mais uma lesão, Minotouro não pôde lutar, sendo substituído por Thiago Silva.
Minotouro enfrentou Rashad Evans no UFC 156. Embora tenha perdido o primeiro round, Nogueira conseguiu conectar bons golpes, defender as tentativas de queda do adversário, e vencer os 2 últimos rounds, ganhando a luta por decisão unânime (29-28).
Minotouro era esperado para enfrentar Maurício Shogun em 15 de junho de 2013, no UFC 161. Em uma revanche da luta que ocorreu no PRIDE Critical Countdown 2005. Porém uma lesão nas costas tirou Minotouro do evento.
Nogueira era esperado para enfrentar Alexander Gustafsson em 8 de março de 2014 em Londres. Mas uma lesão nas costas fez com que ele se retirasse do card.
Rogério voltou ao octagon contra Anthony Johnson em 26 de julho de 2014 no UFC on Fox: Lawler vs. Brown. Ele foi derrotado por nocaute técnico em menos de um minuto de luta.
Em 21 de março de 2015 o UFC anunciou a esperada luta entre Minotouro e Shogun no UFC 190, revivendo a luta de 2005 ainda no Pride quando Shogun venceu Minotouro por decisão unânime.
Nogueira fez a revanche da luta do Pride Critical Countdown 2005 contra Mauricio Rua em 1 de Agosto de 2015 no UFC 190. Ele foi derrotado por decisão unânime o que não agradou muito o público.
Nogueira enfrentou o americano Patrick Cummins em 14 de Maio de 2016 no UFC 198. Nogueira era tido como grande azarão, mas surpreendeu ao nocautear logo no primeiro round. Vitória que fez os fans presente enlouquecerem.
Nogueira enfrentaria Alexander Gustafsson, mas por motivos não divulgados, o sueco saiu do card. Em seu lugar, o Ultimate escalou Ryan Bader para encarar o brasileiro na luta principal do evento. O americano fez ótima luta e deu um surra histórica no brasileiro, onde foi totalmente anulado em todos os quesitos. No combate, o brasileiro acertou 2 golpes contra 86 do americano.

## Aposentadoria
Aposentou-se do MMA em 2020, quando enfrentou Maurício Rua pela terceira vez. Os dois já haviam se enfrentado em 2005 e em 2015, em ambas as lutas vencidas por Rua.
O terceiro encontro aconteceu em 25 de julho de 2020, em Abu Dhabi. Maurício Rua conseguiu nova vitória, triunfando por decisão dividida dos juízes (29-28, 28-29 e 29-28). Minotouro encerrou a carreira com 44 anos de idade, sendo 19 dedicados ao MMA.

## Participações na televisão
Em 2009, Minotouro fez uma participação no seriado A Lei e o Crime, na Rede Record, onde interpretou o lutador de boxe Queixo-Duro. Em 2012, participou junto com seu irmão, Minotauro, na novela Fina Estampa, na Globo.

## Cartel no MMA
| Cartel no MMA   |             |             |
| 33 lutas        | 23 vitórias | 10 derrotas |
| Por nocaute     | 8           | 4           |
| Por finalização | 6           | 0           |
| Por decisão     | 9           | 6           |

| Res.    | Cartel | Oponente                 | Método                                  | Evento                                 | Data                    | Round | Tempo | Local                 | Notas                                              |
| ------- | ------ | ------------------------ | --------------------------------------- | -------------------------------------- | ----------------------- | ----- | ----- | --------------------- | -------------------------------------------------- |
| Derrota | 23-10  | Maurício Rua             | Decisão (dividida)                      | UFC on ESPN: Whittaker vs. Till        | 25 de julho de 2020     | 3     | 5:00  | Abu Dhabi             | Anunciou a sua aposentadoria.                      |
| Derrota | 23-9   | Ryan Spann               | Nocaute (socos)                         | UFC 237: Namajunas vs. Andrade         | 11 de maio de 2019      | 1     | 2:07  | Rio De Janeiro        |                                                    |
| Vitória | 23-8   | Sam Alvey                | Nocaute Técnico (socos)                 | UFC Fight Night: Santos vs. Anders     | 22 de setembro de 2018  | 2     | 1:42  | São Paulo             | Performance da Noite.                              |
| Derrota | 22-8   | Ryan Bader               | Nocaute (socos)                         | UFC Fight Night: Nogueira vs. Bader II | 19 de novembro de 2016  | 3     | 3:51  | São Paulo             |                                                    |
| Vitória | 22-7   | Patrick Cummins          | Nocaute Técnico (socos)                 | UFC fight night: Werdum vs. Miocic     | 14 de maio de 2016      | 1     | 4:52  | Curitiba              |                                                    |
| Derrota | 21-7   | Maurício Rua             | Decisão (unânime)                       | UFC 190: Rousey vs. Correia            | 1 de agosto de 2015     | 3     | 5:00  | Rio de Janeiro        |                                                    |
| Derrota | 21-6   | Anthony Johnson          | Nocaute Técnico (socos)                 | UFC on Fox: Lawler vs. Brown           | 26 de julho de 2014     | 1     | 0:44  | San José, Califórnia  |                                                    |
| Vitória | 21-5   | Rashad Evans             | Decisão (unânime)                       | UFC 156: Aldo vs. Edgar                | 2 de fevereiro de 2013  | 3     | 5:00  | Las Vegas, Nevada     |                                                    |
| Vitória | 20-5   | Tito Ortiz               | Nocaute Técnico (golpes na costela)     | UFC 140: Jones vs. Machida             | 10 de dezembro de 2011  | 1     | 2:35  | Toronto, Ontário      |                                                    |
| Derrota | 19–5   | Phil Davis               | Decisão (unânime)                       | UFC Fight Night: Nogueira vs. Davis    | 26 de março de 2011     | 3     | 5:00  | Seattle, Washington   |                                                    |
| Derrota | 19-4   | Ryan Bader               | Decisão (unânime)                       | UFC 119: Mir vs. Cro Cop               | 25 de setembro de 2010  | 3     | 5:00  | Indianápolis, Indiana |                                                    |
| Vitória | 19-3   | Jason Brilz              | Decisão (dividida)                      | UFC 114: Rampage vs. Evans             | 29 de maio de 2010      | 3     | 5:00  | Las Vegas, Nevada     | Luta da Noite.                                     |
| Vitória | 18-3   | Luiz Cané                | Nocaute Técnico (socos)                 | UFC 106: Ortiz vs. Griffin 2           | 21 de novembro de 2009  | 1     | 1:56  | Las Vegas, Nevada     | Estreia no UFC; Nocaute da Noite.                  |
| Vitória | 17-3   | Dion Staring             | Finalização (triângulo)                 | Jungle Fight 14: Ceará                 | 9 de maio de 2009       | 3     | 3:30  | Fortaleza             |                                                    |
| Vitória | 16-3   | Vladimir Matyushenko     | Nocaute (joelhada)                      | Affliction - Day of Reckoning          | 24 de janeiro de 2009   | 2     | 4:26  | Anaheim, Califórnia   |                                                    |
| Vitória | 15-3   | Moise Rimbon             | Decisão (unânime)                       | Sengoku - Sixty Battle                 | 11 de janeiro de 2008   | 3     | 5:00  | Saitama               |                                                    |
| Vitória | 14-3   | Edwin Dewees             | Nocaute Técnico (socos)                 | Affliction - Banned                    | 19 de julho de 2008     | 1     | 4:06  | Anaheim, Califórnia   |                                                    |
| Vitória | 13-3   | Todd Gouwenberg          | Nocaute Técnico (socos)                 | HCF - Destiny                          | 2 de janeiro de 2008    | 2     | 4:34  | Calgary, Alberta      |                                                    |
| Derrota | 12-3   | Rameau Thierry Sokoudjou | Nocaute (soco)                          | Pride 33                               | 24 de fevereiro de 2007 | 1     | 0:23  | Las Vegas, Nevada     |                                                    |
| Vitória | 12-2   | Alistair Overeem         | Nocaute Técnico (interrupção do córner) | Pride Critical Countdown Absolute      | 1 de julho de 2006      | 2     | 2:13  | Saitama               |                                                    |
| Derrota | 11-2   | Maurício Rua             | Decisão (unânime)                       | Pride Critical Countdown 2005          | 26 de junho de 2005     | 3     | 5:00  | Saitama               | Quartas de Final do GP de Médios do Pride de 2005. |
| Vitória | 11-1   | Dan Henderson            | Finalização (chave de braço)            | Pride Total Elimination 2005           | 4/23/2005               | 1     | 8:05  | Osaka                 | Primeira Fase do GP de Médios do Pride de 2005.    |
| Vitória | 10-1   | Alistair Overeem         | Decisão (unânime)                       | Pride 29                               | 20 de fevereiro de 2005 | 3     | 5:00  | Saitama               |                                                    |
| Vitória | 9-1    | Kazuhiro Nakamura        | Decisão (dividida)                      | Pride Bushido 4                        | 19 de julho de 2004     | 2     | 5:00  | Nagoya                |                                                    |
| Vitória | 8-1    | Alex Stiebling           | Decisão (unânime)                       | Gladiator FC Day 1                     | 26 de junho de 2004     | 3     | 5:00  | Seul                  |                                                    |
| Vitória | 7-1    | Kazushi Sakuraba         | Decisão (unânime)                       | Pride Shockwave 2003                   | 31 de dezembro de 2003  | 3     | 5:00  | Saitama               |                                                    |
| Vitória | 6-1    | Kazuhiro Nakamura        | Finalização (chave de braço)            | Pride 25                               | 16 de março de 2003     | 2     | 5:00  | Yokohama              |                                                    |
| Vitória | 5-1    | Guy Mezger               | Decisão (dividida)                      | Pride 24                               | 22 de dezembro de 2002  | 3     | 5:00  | Fukuoka               |                                                    |
| Vitória | 4-1    | Tsuyoshi Kohsaka         | Decisão (unânime)                       | DEEP 2001 - 6th Impact                 | 7 de setembro de 2002   | 3     | 5:00  | Tóquio                |                                                    |
| Derrota | 3-1    | Vladimir Matyushenko     | Decisão (unânime)                       | UFO Lengend                            | 8 de agosto de 2002     | 3     | 5:00  | Tóquio                |                                                    |
| Vitória | 3-0    | Yusuke Imamura           | Finalização (guilhotina)                | Pride 20                               | 28 de abril de 2002     | 1     | 0:35  | Yokohama              |                                                    |
| Vitória | 2-0    | Jim Theobald             | Finalização (chave de braço)            | HooknShoot Overdrive                   | 9 de março de 2002      |       |       | Evansville, Indiana   |                                                    |
| Vitória | 1-0    | Shamoji Fujii            | Finalização (chave de braço)            | DEEP 2001 - 2nd Impact                 | 18 de março de 2001     | 1     | 3:59  | Yokohama              |                                                    |